# عثمان نورمحمدوف
عثمان نورمحمدوف (انگلیسی: Usman Nurmagomedov؛ زادهٔ ۱۷ آوریل ۱۹۹۸) یا عثمان نورماگومدوف ورزشکار هنرهای رزمی ترکیبی اهل روسیه است. وی از سال ۲۰۱۷ میلادی تاکنون مشغول فعالیت بوده است.
نورمحمدوف یک رزمی‌کار حرفه‌ای روسی است که در حال حاضر در دسته سبک‌وزن سازمان پی‌اف‌ال رقابت می‌کند، جایی که او قهرمان فعلی و اولین قهرمان سبک وزن جهان است. او قبلاً در سازمان بلاتور رقابت می‌کرد، جایی که آخرین قهرمان سبک وزن جهان بود. نورماگومدوف پیش از این در مسابقات قهرمانی جنگجویان و عقاب امارات (که سپس قهرمانی مبارزه گوریل نام گرفت) شرکت کرده است. او برادر کوچکتر عمر نورمحمدوف، مبارز سازمان یواف‌سی و پسر عموی حبیب نورمحمدوف، قهرمان سابق سبک‌وزن یواف‌سی است.